# Cimetières rouennais
Les cimetières rouennais sont des cimetières administrés par la Ville de Rouen.

## Historique
Rouen possédait à l'époque gallo-romaine 3 cimetières répertoriés : le cimetière de l'Ouest dans le quartier Saint-Gervais, la nécropole du Nord face au lycée Corneille et le cimetière de l'Est dans la rue Saint-Hilaire.
Au Moyen Âge, les personnages importants ont des monuments funéraires dans les églises et la cathédrale. Chaque église possédait son cimetière, généralement attenant, qui prenait parfois le nom d'aître.
Un édit royal du 19 novembre 1776 décide la suppression de tous les cimetières dans les villes. Rouen vote et accepte le déplacement des cimetières hors de la ville le 7 août 1780. Six cimetières sont retenus :
- Cimetière de la Jatte
- Cimetière Beauvoisine
- Cimetière Saint-Maur
- Cimetière Saint-Gervais
- Cimetière Saint-Maclou
- Cimetière Saint-Sever

## Liste des cimetières

### Cimetières civils actuels
- Cimetière Saint-Sever
- Cimetière Saint-Maclou, plus connu aujourd'hui sous le nom de cimetière du Mont-Gargan, ouvert en 1780
- Cimetière monumental, créé en 1828, imaginé comme une réplique du cimetière du Père-Lachaise[1].
- Cimetière du Nord, ouvert en 1880
- Cimetière de l'Ouest, ouvert en 1883

### Cimetières militaires
- Carré de soldats prussiens de la guerre de 1870 dans le cimetière monumental
- Carré allemand dans le cimetière du Nord
- Cimetière anglais dans le cimetière Saint-Sever
- Cimetière français dans le cimetière Saint-Sever

### Cimetières anciens
- Aître Saint-Maclou, remplacé par le cimetière Saint-Maclou
- Cimetière Saint-Maur, fermé en 1883
- Cimetière Beauvoisine, fermé en 1893
- Cimetière de la Jatte, fermé en 1895, remplacé par le cimetière du Nord
- Cimetière Saint-Gervais, fermé en 1895, remplacé par le cimetière de l'Ouest